# Jason Conrad
Jason Conrad (Luik, 3 januari 1990) is een Belgische voetballer die als aanvaller speelt.
Conrad speelde in de jeugd voor Standard Luik en KAS Eupen. In het seizoen 2010/11 debuteerde hij bij AGOVV Apeldoorn. Conrad speelde in totaal twee wedstrijden in het betaalde voetbal, waarbij hij een keer scoorde. In januari 2011 stapte hij over naar SDC Putten in de eerste klasse amateurvoetbal Nederland. Een jaar later ging hij voor Turkania Faymonville spelen. In het seizoen 2012/13 speelt Conrad voor FC Wiltz 71 in Luxemburg. In 2016 ging hij bij RRC Stockay-Warfusée spelen.

## Carrière
| Seizoen | Club            | Wedstrijden | Doelpunten | Competitie     |
| ------- | --------------- | ----------- | ---------- | -------------- |
| 2010/11 | AGOVV Apeldoorn | 2           | 1          | Eerste divisie |